# Rus (folk)
 Ikke at forveksle med Russere.
 For alternative betydninger, se Rus. (Se også artikler, som begynder med Rus)
Rus (slavisk: Русь; græsk: Ῥῶς) er et historisk folk fra et område af samme navn, hvis oprindelse der ikke er enighed om. Mange historikere antager, at Rus oprindeligt kom fra Skandinavien og dermed er identisk med væringerne. Mens andre, primært russiske, videnskabsmænd anser folket for slavere. Rus indgår blandt andet som en del af navnene "Rusland", "Kievan Rus", der er et andet navn for Kijevriget, "Rus-khanatet", der er en statsdannelse, der ifølge nogle historikere fandtes i Østeuropa, og utallige andre sammensætninger.

## I Nestorkrøniken
Ifølge Nestorkrøniken fra Kijevriget, udarbejdet i 1113 e.v.t., havde Rus rejst "over havet", først til det nordøstlige Europa, og skabt en tidlig statsdannelse, "Rus-khanatet", der kom under Ruriks ledelse.
Senere erobrede Ruriks slægtning og efterfølger Oleg Kijev, og grundlagde Kijevriget. Efterkommere af Rurik var det regerende Rus dynasti i Kijevriget fra 862, og i de efterfølgende fyrstedømmer, der blev oprettet, efter at have været en del af Kijevriget. Rurikslægten regerede i Galicien-Volhynien, efter 1199, Tjernigov, Republikken Novgorod, Galicien-Volhynien, 1253-1349, Vladimir-Suzdal, Storfyrstendømmet Moskva og var grundlæggere af Zar-rusland.